# Karl Wilhelm Wolf-Czapek
Karl Wilhelm Wolf-Czapek (geboren 7. September 1877 in Prag; gestorben 19. November 1913 in Berlin-Schöneberg) war ein tschechischer Autor, Redakteur und Fotograf.

## Leben
Wolf–Czapek besuchte zunächst ein Gymnasium und studierte von 1896 bis 1905 an der deutschen Technischen Hochschule und an der philosophischen und juristischen Fakultät der Deutschen Karl-Ferdinands-Universität in Prag. Von 1904 bis 1907 war er Referendar beim Prager k.k. Landesgericht und seit 1901 Redakteur des Prager Tagblatts. 1907 wurde er Redakteur der Berliner Fachzeitschrift Die Photographische Industrie. Seit 1900 war er auch Mitarbeiter der Photographischen Korrespondenz, der Photographischen Rundschau, des Photographischen Wochenblatts und weiterer Publikationen. 1910 lebte er in Berlin SW 68 (Kreuzberg), Charlottenstraße 6.

## Werke
- Die Kinematographie: Wesen, Entstehung und Ziele des lebenden Bildes. Union Deutsche Verlagsgesellschaft, Dresden 1908, OCLC 11943510.
- mit Georg Heinrich Emmerich, Rudolf Dührkoop: R. Dührkoop und die Neugestaltung der Bildnisphotographie: Zur Feier des 25jährigen Bestehens seiner Werkstatt dargestellt. Otto v. Holten, Berlin 1908, OCLC 67562202.
- Warenkunde für den photographischen Händler. Ein Hand- und Nachschlagebuch. Union Deutsche Verlagsgesellschaft, Dresden 1908, OCLC 862998529.
- mit Hans Becker: Angewandte Photographie in Wissenschaft und Technik. In vier Teilen. Union Deutsche Verlagsgesellschaft, Berlin 1911, OCLC 256311716.
- Der Kautschuk, seine Gewinnung und Verarbeitung. Union Deutsche Verlagsgesellschaft, Berlin 1912, OCLC 3789872.
- als Mitherausgeber: Photographie für Alle. Zeitschrift für alle Zweige der Photographie. Union Deutsche Verlagsgesellschaft, Berlin 1912, OCLC 183404039, ISSN 0369-9552.
- Doktor Ernst Vogels Taschenbuch der Photographie. Ein Leitfaden für Anfänger und Fortgeschrittene. 31. Auflage, überarbeitet von Karl Wilhelm Wolf Czapek. Union deutsche Verlagsgesellschaft, Berlin 1913, OCLC 439336640.
- Fritz Loescher: Leitfaden der Landschafts-Photographie. [Neu bearbeitet und ergänzt von K. W. Wolf-Czapek]. Berlin, Union Deutsche Verlagsgesellschaft, 1913, 4. Auflage.
- Stereoskopie. Verlag der Internationalen Camera Actiengesellschaft, Dresden 1914, OCLC 890526502.

## Mitgliedschaften
- Ordentliches Mitglied der Photographischen Gesellschaft, Wien
- Freie Photographische Vereinigung, Berlin
- Korrespondierendes Mitglied der Gesellschaft zur Förderung der Amateurphotographie, Dresden
- Klub Deutscher Amateurphotographen, Prag